# Loco (Gims & Lossa)
Loco is een nummer van de Franse artiesten Gims en Lossa uit 2024. Het is de elfde single van Les Dernières Volontés de Mozart, het vijfde soloalbum van Gims.
"Loco" werd een hit in Franstalig Europa. Het nummer bereikte de 20e positie in Frankrijk, en de 30e in de Waalse Ultratop 50. Daarnaast werd het nummer goud in Frankrijk en bereikte het meer dan 15 miljoen streams.

## Tracklijst
Muziekdownload
1. "Loco" - 2:41